# 三沢市立第三中学校
三沢市立第三中学校（みさわしりつ だいさんちゅうがっこう）は、青森県三沢市大字三沢にある公立中学校。

## 概要
- 本校は、六川目・織笠・谷地頭の各中学校を統合して設立された学校である。

## 沿革
- 1953年（昭和28年）6月1日 - 大三沢町立六川目中学校・織笠中学校・谷地頭中学校が統合し、大三沢町立第三中学校として設立。
- 1958年（昭和33年）
  - 9月1日 - 大三沢町の市制施行（市制施行後は三沢市に改称）により、三沢市立第三中学校に改称。
  - 11月27日 - 砂ヶ森地区学区が同年11月1日に開校した天ヶ森中学校に編入。
- 1960年（昭和35年）8月15日 - 体育館完成。
- 1966年（昭和41年）1月6日 - 特別教室増築落成。
- 1970年（昭和45年）から1971年（昭和46年） - 新校舎建設[1]。
- 2002年（平成14年）4月1日 - 天ヶ森中学校を統合。
- 2003年（平成15年）11月9日 - 創立50周年記念式典挙行[2]。
- 2011年（平成23年）8月 - 現在地で新校舎着工[1]。
- 2012年（平成24年）
  - 7月 - 新校舎完成[1]。
  - 11月5日 - 新校舎で運用開始[1]。
- 2013年（平成25年）6月29日 - 体育館にて新校舎落成式挙行[1]。

## 学区
- 三沢市立おおぞら小学校#学区を参照

## アクセス
- 三沢市立おおぞら小学校#アクセスを参照。

## 周辺
- 三沢市立おおぞら小学校
- 国道338号
- 織笠児童館
- ふるさとはまなす公園
- 太平洋

## 参考資料
- 『青森県教育史 別巻』（青森県教育委員会・1973年12月20発行）
  - 892頁「学校沿革 中学校 （三沢市立）第三中学校」に記載の沿革より。
  - 893頁「学校沿革 中学校 天ヶ森中学校」に記載の沿革より。